# Muhoozi Kainerugaba

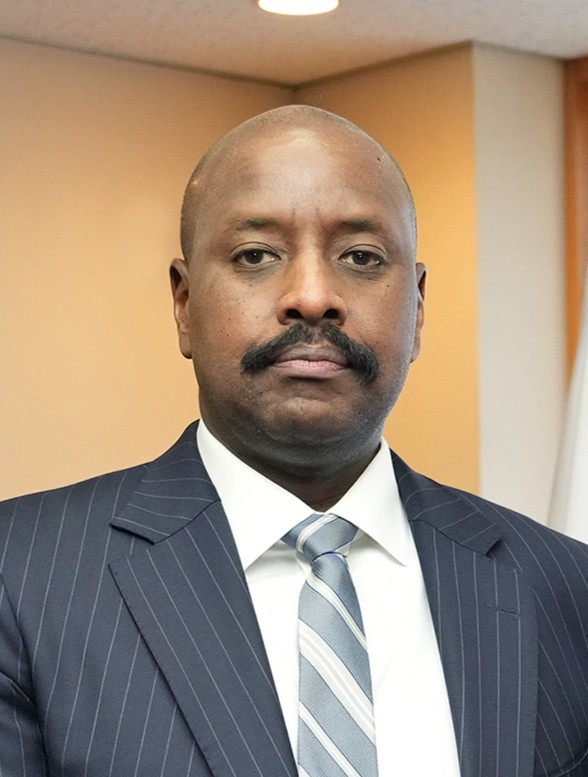
Muhoozi Kainerugaba, 2024

Muhoozi Kainerugaba (* 24. April 1974 in Daressalam, Tansania) ist ein ugandischer Militär und ehemaliger Kommandeur der Landstreitkräfte der Uganda People's Defence Force. Seit 2024 ist er Oberbefehlshaber der ugandischen Armeen. Er ist der Sohn des seit 1986 amtierenden Staatspräsidenten Ugandas, Yoweri Museveni und gilt als dessen möglicher Nachfolger.

## Laufbahn
Muhoozi Kainerugaba wurde in Tansania als Sohn von Yoweri Museveni und seiner Ehefrau Janet geboren. Sein Vater kämpfte zu dieser Zeit gegen die diktatorische Regierung Ugandas unter Idi Amin vom Exil in Tansania aus. Nach dessen Sturz 1979 kehrte die Familie kurzzeitig nach Uganda zurück, verließ das Land nach Milton Obotes Wiedereinsetzung  aber wieder. Als Kind besuchte Kainerugaba Schulen in Tansania, Kenia und Schweden und wurde ein wiedergeborener Christ. Nachdem Museveni 1986 Präsident von Uganda wurde, kehrte die Familie dauerhaft zurück. Kainerugaba besuchte die Kampala Parents School, das King’s College Budo und das St. Mary’s College Kisubi. Er machte seinen Abschluss im Jahr 1994. Einige Quellen geben ein Studium der Politikwissenschaften an der University of Nottingham in England bis 1997 an. Er trat 1999 den Streitkräften Ugandas bei und wurde 2000 an der Royal Military Academy Sandhurst ausgebildet, worauf später Ausbildungen in den Vereinigten Staaten und Südafrika folgten. 2013 wurde er Kommandeur des Special Forces Command (SFC), der Spezialeinheit, welche für die Sicherheit des Präsidenten zuständig ist. Der Einheit werden außerdem die Entführung und Folter von Regierungsgegnern vorgeworfen. Im Jahr 2021 wurde deshalb eine Beschwerde beim Internationalen Strafgerichtshof gegen ihn eingereicht.
2019 wurde er von seinem Vater zum Lieutenant General der Streitkräfte befördert und übernahm im Juni 2021 die Kontrolle über die Landstreitkräfte Ugandas. Am 30. November 2021 starteten Uganda und die Demokratische Republik Kongo eine gemeinsame Militäroffensive gegen die ugandische Rebellengruppe Allied Democratic Forces (ADF) im Osten des Kongo, welche von Kainerugaba mit angeführt wurde.
Am 5. Oktober 2022 entließ ihn sein Vater als Kommandeur der nationalen Infanterietruppen, nachdem er in einer Reihe von Tweets einen territorialen Anspruch auf Nairobi, die Hauptstadt des benachbarten Kenia, zum Ausdruck gebracht hatte. Allerdings wurde er zugleich zum Armeegeneral befördert und blieb aktiver Militär.
Im März 2024 ernannte Museveni General Kainerugaba zum Oberbefehlshaber der ugandischen Armeen. Nachdem der deutsche Botschafter in Uganda an einem Gespräch von Diplomaten mit einem Onkel Kainerugabas, General Saleh, teilgenommen hatte, beschuldigte er den Botschafter im Mai 2025, Umsturzpläne zu verfolgen. Außerdem kündigte sein Sprecher ein Ende der sicherheitspolitischen Kooperation mit Deutschland an. Ein Report des Council on Foreign Relations legte nahe, dass Kainerugaba mit seinen exaltierten Stellungnahmen (er drohte u. a. mit Enthauptung des Oppositionsführers Bobi Wine) und Aktionen versuche, im Vorfeld der Präsidentschafts- und Parlamentswahl 2026 Unruhen zu provozieren, um das seit 2005 formell bestehende Mehrparteiensystem in Misskredit zu bringen.

## Nutzung von Twitter
Kainerugaba ist als aktiver Nutzer der Plattform X (vormals Twitter) bekannt, wo er häufig kontroverse und der offiziellen Regierungspolitik widersprechende Ansichten verbreitete. Vielfach setzte er sich über die Auflage, zu schweigen, hinweg. Im Mai 2025 hatte er 1,1 Mio. Abonnenten.
So unterstützte er in Tweets die Tigray People's Liberation Front in Äthiopien und den russischen Präsidenten Wladimir Putin in seiner Aggression gegen die Ukraine im Widerspruch zur Regierungsposition. Ihm wurde vorgeworfen, im alkoholisierten Zustand widersprüchliche oder kontroverse Ansichten auf Twitter zu verbreiten. Am 28. Dezember 2021 stellten ugandische Sicherheitskräfte den Journalisten und Schriftsteller Kakwenza Rukirabashaija unter Hausarrest und nahmen ihn anschließend fest, nachdem er Kainerugaba auf Twitter kritisiert hatte. In der Haft wurde Rukirabashaija gefoltert.
Über Twitter hat sich Kainerugaba aktiv zu den zerrütteten Beziehungen Ugandas zu Ruanda geäußert und versprochen, mit seinem „Onkel“, dem ruandischen Präsidenten Paul Kagame, zu sprechen, um die Wiedereröffnung der Grenze zwischen Ruanda und Uganda zu ermöglichen, welche 2019 nach diplomatischen Streitigkeiten geschlossen wurde. Er äußerte sich auf Twitter 2022 zu den erfolgreichen Verhandlungen zur Wiederöffnung der Grenze: „Die Grenze wird morgen vollständig geöffnet. Ich und mein Onkel (Präsident Kagame) haben in sieben Stunden erreicht, was alle Diplomaten der Welt nicht geschafft haben. Ich denke, wir verdienen einen Preis.“
Am 8. März 2022 kündigte Kainerugaba auf Twitter an, dass er aus den Streitkräften ausscheiden werde, ohne jedoch einen Zeitplan für seinen Rücktritt zu nennen. Die Ankündigung wurde später vom Militär dementiert. Sie wurde als mögliche Vorbereitung für eine Nachfolge seines Vaters als Präsident interpretiert. Er selbst verbreitete auf Twitter offensiv seinen Machtanspruch. So verkündete er „Uganda gehört dem Team MK!“ und kündigte an „Wir werden nicht aufhören, bis wir die vollständige Kontrolle haben!“. Anfang Mai 2025 bekannte Kainerugaba, einen Leibwächter des Oppositionspolitikers Bobi Wine gefangen zu halten. Bilder und Schmähungen von ihm veröffentlichte er auf X. Zuvor hatten Soldaten das Hauptquartier von Wines Partei National Unity Platform überfallen. Kurz darauf wurde der Leibwächter wegen schweren Raubes angeklagt. Bei Vorführung wies er Folterspuren auf.

## Korruptionsvorwürfe
Ein Ausschreibungsauftrag für die Lieferung von medizinischem Sauerstoff in Höhe von 17 Millionen US-Dollar wurde an das Unternehmen Silverbacks von Kainerugabas Frau Charlotte vergeben, was zu Korruptionsvorwürfen führte. Während einer COVID-19-Welle im Juni 2021 erwies sich die Sauerstoffproduktion als unzureichend, sodass viele COVID-19-Patienten an Sauerstoffmangel starben.